# Muskoka—Ontario
Pour les articles homonymes, voir Muskoka et Ontario (homonymie).
Circonscription électorale fédérale du Canada
Muskoka—Ontario fut une circonscription électorale fédérale de l'Ontario, représentée de 1925 à 1949.
La circonscription de Muskoka—Ontario a été créée en 1924 avec des parties de Muskoka et d'Ontario-Nord. Abolie en 1947, elle fut redistribuée parmi Ontario, Parry Sound—Muskoka, Simcoe-Est et Victoria.

## Géographie
En 1924, la circonscription de Muskoka—Ontario comprenait:
- Le territoire du district de Muskoka
- Une partie du comté d'Ontario
  - Le canton d'Uxbridge, excluant le canton de Reach

## Députés
| Législature                                                                             | Années                                                       | Député                                                       | Député                                                       | Parti                                                        |
| Simcoe-Nord Circonscription issue de Muskoka et Ontario-Nord                            | Simcoe-Nord Circonscription issue de Muskoka et Ontario-Nord | Simcoe-Nord Circonscription issue de Muskoka et Ontario-Nord | Simcoe-Nord Circonscription issue de Muskoka et Ontario-Nord | Simcoe-Nord Circonscription issue de Muskoka et Ontario-Nord |
| --------------------------------------------------------------------------------------- | ------------------------------------------------------------ | ------------------------------------------------------------ | ------------------------------------------------------------ | ------------------------------------------------------------ |
| 15e                                                                                     | 1925–1926                                                    |                                                              | Peter McGibbon                                               | Conservateur                                                 |
| 16e                                                                                     | 1926–1930                                                    |                                                              | Peter McGibbon                                               | Conservateur                                                 |
| 17e                                                                                     | 1930–1935                                                    |                                                              | Peter McGibbon                                               | Conservateur                                                 |
| 18e                                                                                     | 1935–1940                                                    |                                                              | Stephen Furniss                                              | Libéral                                                      |
| 19e                                                                                     | 1940–1945                                                    |                                                              | Stephen Furniss                                              | Libéral                                                      |
| 20e                                                                                     | 1945–1949                                                    |                                                              | James Macdonnell                                             | Progressiste-conservateur                                    |
| Circonscription redistribuée parmi Ontario, Parry Sound—Muskoka, Simcoe-Est et Victoria |                                                              |                                                              |                                                              |                                                              |